# Torridincòlids
Els torridincòlids (Torridincolidae) constitueixen una petita família de coleòpters, en el subordre dels mixòfags.

## Taxonomia
Els torridincòlids contenen 7 gèneres i 60 espècies:
- Claudiella Reichardt & Vanin, 1976
- Delevea Reichardt, 1976
- Iapir Py-Daniel, da Fonseca & Barbosa, 1993
- Incoltorrida Steffan, 1973
- Satonius Endrödy-Younga, 1997
- Torridincola Steffan, 1964
- Ytu Reichardt, 1973